# Boulhilat
Boulhilat (em árabe: بولهيلات) é uma cidade localizada na província de Batna, no noroeste da Argélia. Sua população era de 7 177 habitantes, em 2008.